# هايلي جونز
هايلي جونز (بالإنجليزية: Hayley Jones)‏ (و. 1988  م) هي منافسة ألعاب القوى، بريطانية.

## روابط خارجية
- هايلي جونز على موقع الاتحاد الدولي لألعاب القوى (الإنجليزية)
- هايلي جونز على موقع ThePowerOf10.info (الإنجليزية)
- هايلي جونز على موقع الدوري الماسي (الإنجليزية)